# Ребека де Морни
Ребека Де Морни (на английски: Rebecca De Mornay, в САЩ името се произнася Ребека Ди Морней) е американска актриса.

## Биография
Родена е на 29 август 1959 г. в Санта Роза, Калифорния.

## Избрана филмография

### Актриса
- „Самоличност“ (2003)
- „Раздвижване“ (2000)
- „Нощна езда“ (1999)
- „Крадци от класа“ (1998)
- „Сиянието“ (1997)
- „Внимавай с непознати“ (1995)
- „Тримата мускетари“ (1993)
- „Фатален грях“ (1993)
- „Ръката, която люлее люлката“ (1992)
- „Неудобна жена“ (1991)
- „В ранни зори“ (1990)
- „Убийствата на Рю Морг“ (1986)
- „Влакът беглец“ (1985)
- „Рискован бизнес“ (1983)

### Продуцент
- „Внимавай с непознати“ (1995)